# Asset Mambetov
Asset Mambetov est un lutteur kazakh spécialiste de la lutte gréco-romaine né le 10 juin 1982.

## Biographie
Lors des Jeux olympiques d'été de 2008, il remporte la médaille de bronze en combattant dans la catégorie des -96 kg. Il doit rendre sa médaille en 2016, à la suite d'un contrôle antidopage positif.